# 4948 Hideonishimura
4948 Hideonishimura este un asteroid din centura principală, descoperit pe 3 noiembrie 1988, de Oohira.